# Mof (kleding)
Een mof, ook polsmof of handmof is een kokervormig modeaccessoire in bont of textiel, met twee openingen voor de handen om ze warm te houden. De mof verscheen in de 16e eeuw in de damesmode en werd een populair accessoire voor zowel vrouwen als mannen in de 17e en 18e eeuwen. In de 19e eeuw geraakten moffen grotendeels uit de mode. Toen ze korte heropleving beleefden in de jaren 1940 en 50 was dat louter in de damesmode. Het woord is afgeleid van het Oudfranse mouffle (dikke handschoen of want), dat op zijn beurt is afgeleid van het Middeleeuws Latijnse muffula.

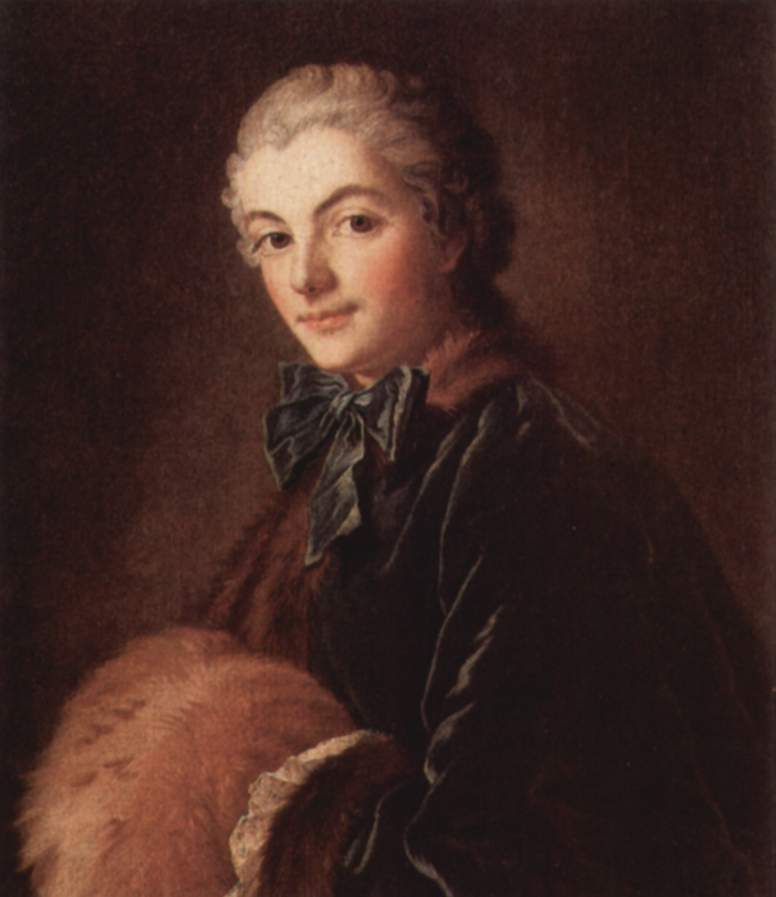
François Boucher: Porträt einer Dame mit Muff, 1750
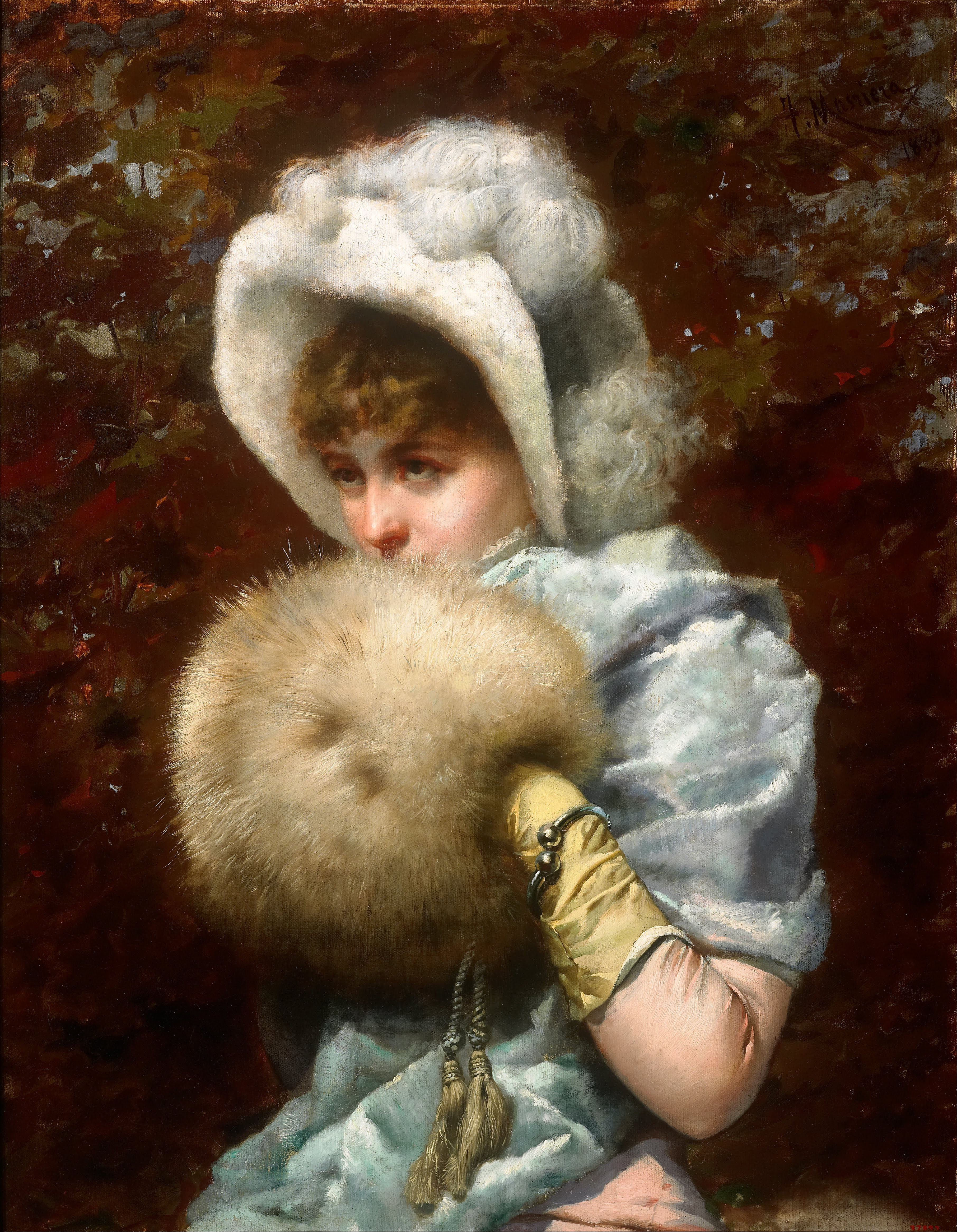
Francesc Masriera: Winter 1882, 1882
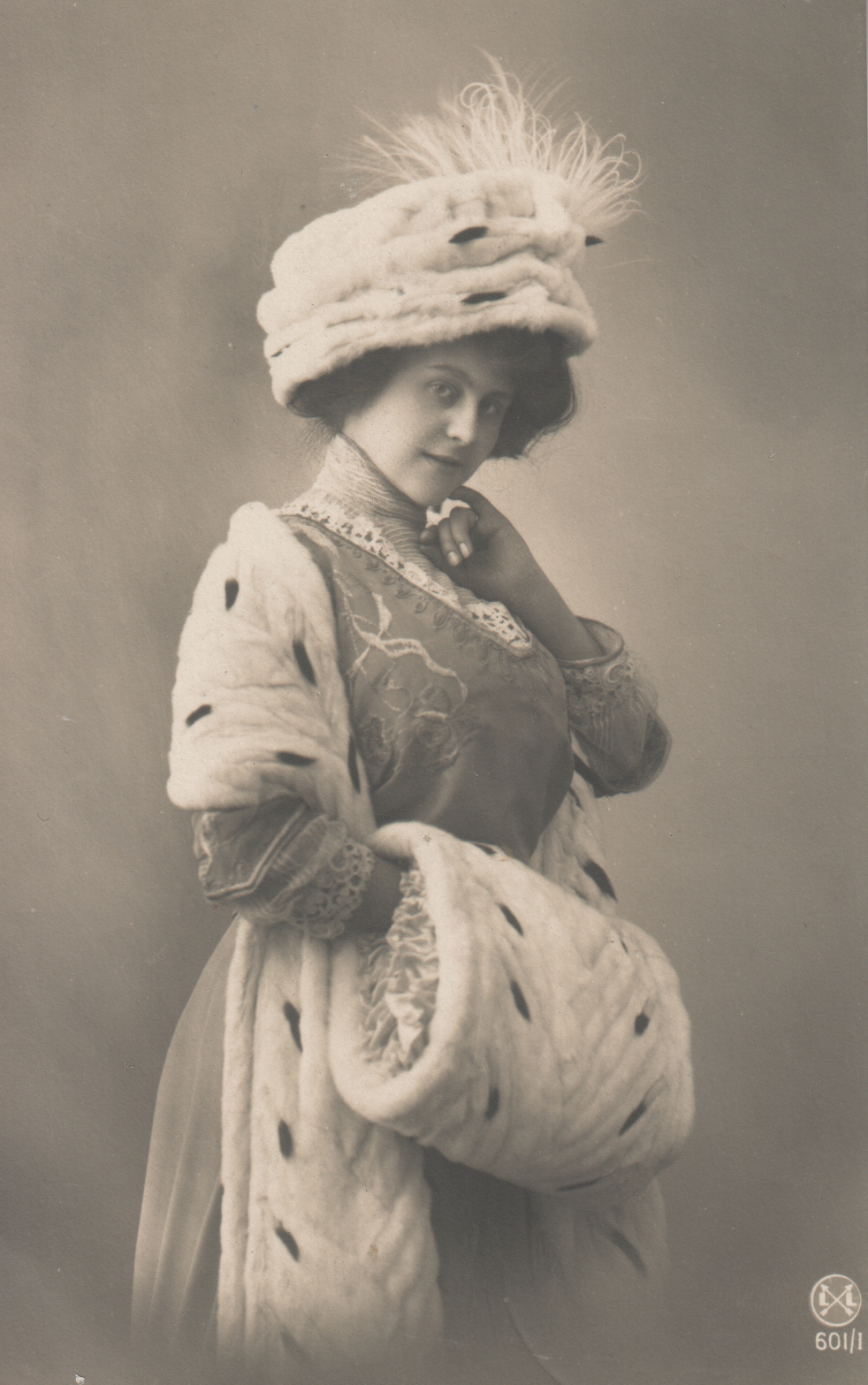
Een vrouw met een hoed, sjaal en mof in hermelijnbont, ca. 1910
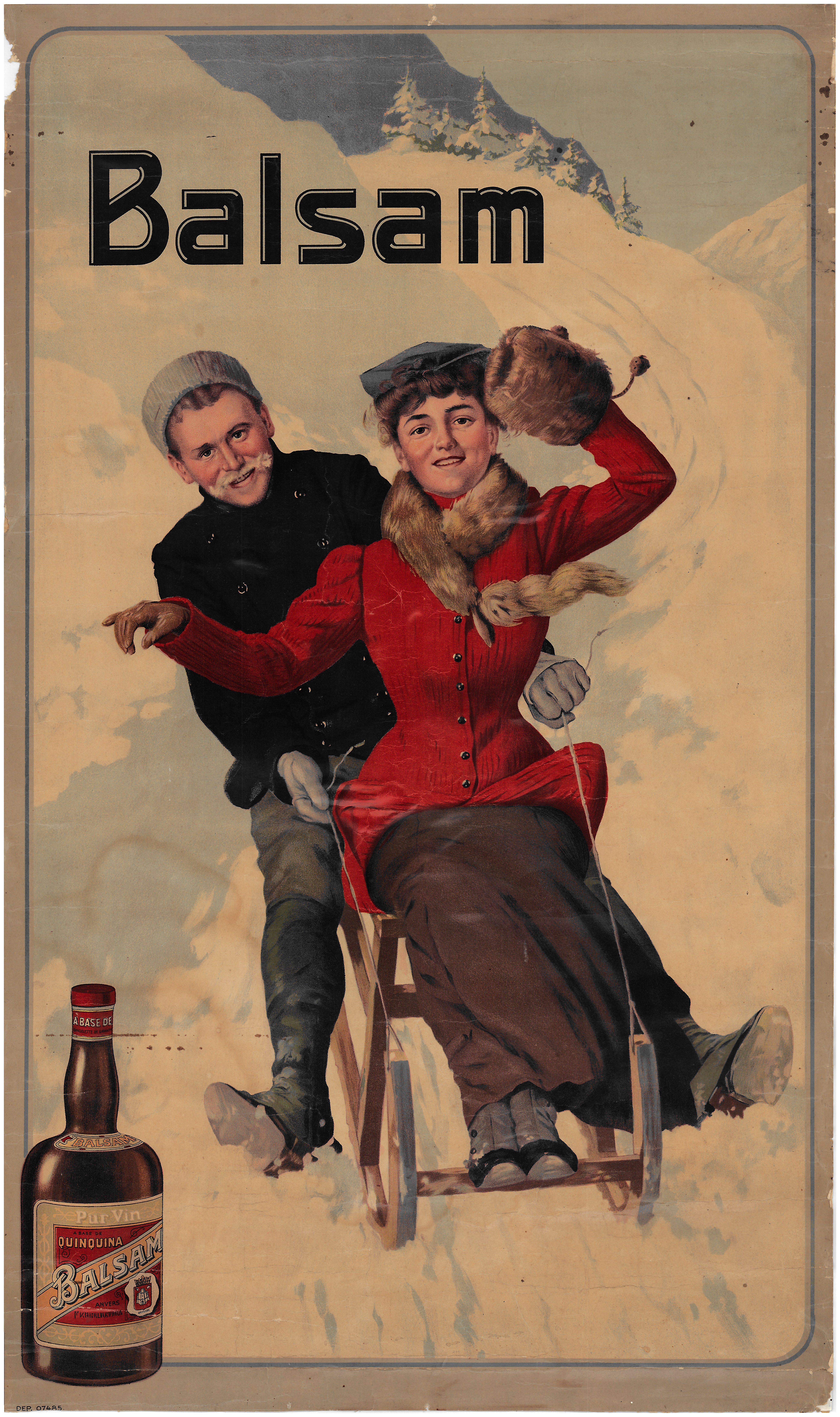
Affiche 'Balsam' met voorstelling van jongen met mof voor stokerij De Beukelaer, Antwerpen, ca. 1910, collectie Jenevermuseum Hasselt

## Fietsmof
Een fietsmof is een van leer of ander waterdicht materiaal gemaakte zakvormige bedekking voor hand en pols die aan de uiteinden van een fietsstuur kan worden vastgemaakt. Door de dikke voering blijven de handen niet alleen droog maar ook warm. Voor de motorfiets zijn er speciale stuurmofhoezen. 